# Alix de Sens
Alix de Sens (née vers 999/1000, † vers 1060), selon la tradition, est donnée comme la première comtesse de Joigny, en Champagne. Elle serait la fille de Renard Ier de Sens, comte de Sens, ou de Fromond II (le fils de Renard) (le nom de sa mère est inconnu).

## Biographie
Selon la tradition, non attestée par les sources (cf. les articles Joigny et Joigny), son père créé un fief dans le sud du Sénonais qu'il érige en comté de Joigny, qu'il donne à sa fille Alix pour son mariage avec Geoffroi (Ier) de Joigny, probablement issu de la famille des comtes de Gâtinais.
Alix devient ainsi la première comtesse de Joigny.

## Mariage et enfants
Elle épouserait en premières noces Geoffroi Ier de Joigny, dont elle a trois enfants :
- Renard Ier de Joigny, qui succède à son père ;
- Geoffroi Ier ou II de Joigny, qui succède à son frère ;
- Gilduin de Joigny, archevêque de Sens, avant d'être déposé pour simonie.

Une fois veuve, elle épouserait en secondes noces Engelbert III, comte de Brienne, en tant que seconde épouse, et dont elle a une fille :
- Marie de Brienne, qui épouse Étienne de Vaux, premier seigneur de Joinville.